# الرقابة في البرتغال

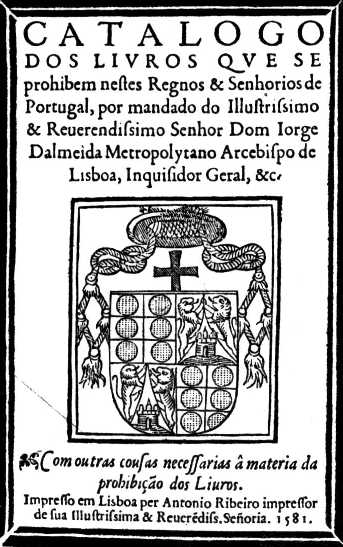

كانت الرقابة عنصرًا أساسيًا في الثقافة الوطنية البرتغالية عبر تاريخ البلاد حتى قيام ثورة القرنفل في عام 1974. منذ بدايات تاريخها المبكر كانت البرتغال خاضعة لقوانين تحد من حرية التعبير. وهذا يرجع أساسًا إلى تأثير الكنيسة منذ عهد فرناندو الأول، الذي طلب إلى البابا غريغوري الحادي عشر فرض الرقابة الأسقفية. في وقت لاحق طُبقت الرقابة أيضًا على نشر الأعمال الكتابية أخرى. لا يزال المواطنون البرتغاليون يتذكرون سياسة الرقابة في إستادو نوفو «الدولة الجديدة»، التي أضفت الطابع المؤسسي على الرقابة الصارمة على وسائل الإعلام، ولجأت إلى تدابير كانت تُستخدم في السابق ضد الصحف ومنع الكتب بشكل منهجي. في الواقع كانت كل الأنظمة السياسية شديدة الحذر في التشريعات المتعلقة بمجال حرية الصحافة، وفي معظم الحالات كانوا يقيدون هذه الحرية. على مدى القرون الخمسة لتاريخ الصحافة البرتغالية، كانت خاضعة للرقابة خلال أربعة منها.
تميز التاريخ البرتغالي بالعديد من أشكال الاضطهاد الفكري. فالذين تجرأوا على التعبير بحرية عن الأفكار التي تتعارض مع الخطاب الرسمي، كثيراً ما كانوا يعاقبون بالسجن أو بالإعدام العلني.

## بدايات الرقابة
كانت أولى الكتب المعروفة التي خضعت للرقابة من قبل الملكية البرتغالية هي أعمال يان هوس وجون ويكليف، حيث حظرت كتاباتهما وصودرت وأُمر بحرقها في 18 أغسطس 1451 من قِبل أفونسو الخامس.
في وقت لاحق، يُذكر أن مانويل الأول قد قمع توزيع النصوص اللوثرية، مما أكسبه ثناء البابا ليو العاشر في 20 أغسطس 1521.

## رقابة محاكم التفتيش
مع بداية محاكم التفتيش البرتغالية بعد صدور المرسوم الباباوي كوم أد نييل ماجيس «Cum ad nihil magis» بتاريخ 23 مايو 1536، الذي منع بموجبه تعليم اليهودية «للمسيحيين الجدد»، واستخدام الترجمات المحلية للكتاب المقدس. وهكذا بدأت ممارسة ثلاثة أنواع من الرقابة وهي: الكنسية والملكية والعادية.
تشير أقدم الوثائق الحالية لتراخيص النشر إلى أعمال بالتازار دياس في عام 1537 بالإضافة إلى الرسالة «Cartinha»، وهي مقدمة لجواو دي باروس «القواعد»، في 1539.
في 2 نوفمبر عام 1540، هنري الأول الذي كان قد عُيّن بصفة كبير المحققين من قبل جون الثالث، قدم للدومينيكان الأوائل سلطة التحقق من نوع الكتب التي تباع في كل من المكتبات العامة والخاصة، وكذلك سلطة حظر منح رخصة الطباعة والنشر وإذن الكنيسة لأي كتاب دون معاينة مسبقة. في عام 1598 اعترف المحقق العام أنطونيو دي ماتوس نورونها بهذا الامتياز للرتب الدينية الأخرى، حيث كان الدومينيكان يحتكرون مراجعة الكتب سابقًا.
في 16 يوليو 1547، خُففت هذه القيود إلى حد ما بسبب التوجيهات التي جاءت في المرسوم ميديتاتيس كورديس «Meditatis cordis»، على الرغم من أن الطبعة الأولى من «دليل الكتب المحرمة» في البرتغال ظهرت في عام 1515، كنتيجة لمجمع لاتران الخامس. استنسخ هذا الدليل عمليًا قوائم الكتب المحظورة من قبل السوربون في عام 1544، ومن قبل الجامعة الكاثوليكية لوفان (الجامعة الكاثوليكية في لوفين) في عام 1546.
نتيجةً لاكتشاف محاكم التفتيش أن الأساتذة المولودين في بلدان أجنبية كانوا يمتلكون كتبًا محظورة، فقد امتدت مراقبة الكتب لتشمل الجمارك. حيث بدأوا بالتحري عن عقيدة الكتب التي تدخل البلاد بمزيد من التفصيل. نُشرت الطبعة الثانية من الدليل في 4 يوليو 1551، والتي وسع فيها المراقبون البرتغاليون قائمة الأعمال المحظورة من قبل اللاهوتيين في لوفين لتشمل الكتب التي صنفها الباحث السويسري كونراد غيسنر في فهرسه العالمي «Bibliotheca Universalis»، بالإضافة إلى غيرها من الأعمال، بينها سبعة أوراق لجيل فيسنتي. وهذا هو أول دليل برتغالي يتم إنشاؤه، ويُنشر في جميع المناطق الوطنية بواسطة المحققين، الذين ووفقًا لأمر محاكم التفتيش، استحوذوا ودرسوا جميع الكتب التي وجدوها وبلغوا عن مالكيها لمحاكم التفتيش نفسها.
في عام 1557، أمر البابا بولس الرابع بإنشاء دليل روماني، وذلك بسبب الضغط من جامعة لوفان وتشارلز الأول ملك إسبانيا، حيث حُكم على مالكي الكتب المحرمة بالحرمان الكنسي والعار الدائم، مما تسبب بموجة من الذعر بين بائعي الكتب والتجار والمفكرين الأوروبيين. ولم تكن البرتغال استثناءً.
في عام 1561، وقع الدومينيكاني فرانسيسكو فورييرو على دليل برتغالي جديد، بأمر من الكاردينال هنري الأول، الذي كتب خطابًا كمقدمة للدليل، رغم أن خطابه لم يكن عدائيًا كخطاب الكرسي الرسولي، إلا أنه تبنى الحاجة إلى «الرقابة الوقائية». 
في 21 أكتوبر 1561 حدد كبير المحققين واجبات «مفتشي القرقور (سفن)»، الذين سيحققون في الأعمال التي تأتي من الأراضي الأجنبية عن طريق البحر.
أقر البابا بيوس الرابع بجهود الرقابة في البرتغال بشكل علني، وقد عيّن فريار فرانسيسكو فورييرو لرئاسة لجنة مجمع ترنت الذي كان مسؤولًا عن مراجعة دليل بول الرابع.
كانت الأخوية البرتغالية هي من كتب القواعد التي سبقت دليل المجمع، الذي نُشر من قبل البابا بولس الخامس، واستُخدم فيما بعد في جميع الفهارس اللاحقة. وقد نُشر دليل ترنت في العاصمة البرتغالية لشبونة في نفس العام، مع ملحق سُمي (قائمة الكتب الممنوعة في هذه المملكة - قائمة الكتب المحظورة). كما أضيفت هذه القائمة إلى جميع الإصدارات اللاحقة من الدليل في البرتغال.
الملك البرتغالي سيباستيان الذي شرّع قانونًا في 18 يونيو 1571، كان له دور مهم في تشريع الرقابة، حيث حُدد العقوبات المدنية لمخالفي الدليل. وحدد غرامة قدرها من ربع إلى نصف الممتلكات القانونية للمخالفين، بالإضافة إلى عقوبة النفي إلى البرازيل أو المستعمرات الأفريقية. كما شاعت أحكام الإعدام. وأحرقت الكتب التي وجدت تحت إشرافٍ من رجال الدين.

## الفهارس البرتغالية حتى نهاية محاكم التفتيش
في عام 1581، نشر خورخي دي ألميدا رئيس أساقفة لشبونة دليلًا جديدًا أُعيدت طباعة مستند ترايدنتين من خلاله.
تنص لوائح مجلس محاكم التفتيش المقدسة المؤرخة في 1 مارس 1570 على أن جميع المحققين المحليين لم تعد لديهم سلطة على الرقابة الوقائية، حيث جعلت عملهم ضمن نطاق مجلس التحقيق.
في عام 1596، نشر البابا كليمنت الثامن دليلًا، وهو آخر دليل في ذلك القرن، والذي تُرجم وأُعيدت طباعته في لشبونة في العام التالي.
كما أكدت الأوامر الفيليبية لعام 1603، الصادرة عن فيليب الثاني، على الطابع الوقائي الرقابي المدني الإلزامي، بذات الطريقة التي أسسها الملك سيباستيان.
في عام 1624، أنشأ كبير المحققين فرناندو مارتينز ماسكارينهاس بمساعدة اليسوعي بالتازار ألفاريس، أول دليل للقرن السابع عشر، والذي كانت له ميزة جديدة: الإرشادات العامة - قواعد الفهرس البرتغالي - إلى جانب تلك الموجودة في الفهرس الروماني العالم . يتكون هذا الدليل من ثلاثة أجزاء: دليل ترايدنتين، ودليل برو ريغنس لوسيتانيا، وقسم يشرح بالتفصيل المحتوى المراد إزالته من أي كتاب ينشر حول الكتاب المقدس والفلسفة واللاهوت والتنجيم وحتى العلوم والأدب. وبقي هذا الدليل قيد الاستخدام حتى القرن الثامن عشر.
قدم المرسوم الصادر في 29 أبريل 1722 استثناءً فريدًا لا يُنسى من هذا اللوائح، من خلال تحرير الأكاديمية الملكية للتاريخ من أي نوع من الرقابة، لا سيما محاكم التفتيش.
مع تأسيس النظام الليبرالي في البرتغال، انتهت محاكم التفتيش وانتهت رقابتها معها. 